# Hérange
Hérange (en alemany Heringen) és un municipi francès situat al departament del Mosel·la i a la regió del Gran Est. L'any 2017 tenia 108 habitants.
El petit poble tenia un castell, destruït en la Guerra dels Trenta Anys. La major part del poble escaigué a França el 1661 i la resta el 1761. Pel Tractat de Frankfurt del 1871 va tornar a Alemanya. Després de la primera guerra mundial va tornar a França.

## Demografia
El 2007 la població era de 113 persones e hi havia 47 habitatges